# Longecourt-lès-Culêtre
 Longecourt-lès-Culêtre  là một xã ở tỉnh Côte-d’Or trong vùng Bourgogne, phía đông nước Pháp. Khu vực này có độ cao trung bình mét trên mực nước biển.